# Werenskiold Bastion
Die Werenskiold Bastion ist eine wuchtige und bis zu 1250 m hohe Landspitze an der Bowman-Küste des Grahamlands auf der Antarktischen Halbinsel. Sie liegt am Westufer des Whirlwind Inlet zwischen den Mündungen des Demorest- und des Matthes-Gletschers.
Luftaufnahmen entstanden bei der United States Antarctic Service Expedition (1939–1941), bei der US-amerikanischen Ronne Antarctic Research Expedition (1947–1948) und bei Überflügen durch die United States Navy im Jahr 1968. Wissenschaftler des Falkland Islands Dependencies Survey kartierten die Landspitze zwischen 1947 und 1948. Das UK Antarctic Place-Names Committee benannte sie 1974 nach dem norwegischen Kartographen Werner Werenskiold (1883–1961), der sich unter anderem mit den Fließeigenschaften von Gletschern befasst hatte.